# Haploa lumbonigera
Haploa lumbonigera là một loài bướm đêm thuộc phân họ Arctiinae, họ Erebidae.